# Lotnisko Spa-La Sauvenière
Lotnisko Spa-La Sauvenière – lotnisko położone w La Sauvenière koło Spa, w Belgii. Obsługuje połączenia krajowe.